# Nobuyuki Tsujii
Nobuyuki Tsujii (辻井伸行, Tsujii Nobuyuki), né à Tokyo le 13 septembre 1988, est un pianiste et compositeur japonais.

## Biographie
Aveugle de naissance, Nobuyuki Tsujii n'a que deux ans lorsqu'il joue Jingle Bells sur un piano jouet après que sa mère eut fredonné l'air. Il prend des leçons de piano à quatre ans. À sept ans, il gagne le premier prix au concours All Japan Music of Blind Students de la Tokyo Helen Keller Association. À dix ans, il se produit sur scène avec l'orchestre Century à Osaka et à douze ans au Suntory Hall de Tokyo. Le 10 novembre 2011, il fait ses débuts au Carnegie Hall, à Manhattan. 
En avril 2007, Tsujii étudie à l'université Ueno Gakuen, dont il sort diplômé en mars 2011. La même année, la maison Avex-Classics publie son premier album intitulé Debut. En juillet 2009, 190 000 exemplaires en sont vendus.
En 2009, il remporte le premier prix au Concours international Van Cliburn (ex aequo avec Haochen Zhang) en interprétant notamment les Études opus 10 de Chopin.

## Méthode
Tsujii apprend les nouvelles œuvres musicales strictement à l'oreille. Un article de Time datant de 2009 explique : « Tsujii peut utiliser des partitions de musique en braille pour apprendre de nouvelles pièces, mais ce type de traduction est généralement effectué par des bénévoles. Parce que la demande est si faible, la variété de partitions disponibles ne répond pas aux besoins d'un artiste professionnel, donc Tsujii a conçu sa propre méthode. Une équipe de pianistes enregistre les partitions ainsi que des codes et des instructions écrites par des compositeurs, que Tsujii écoute et pratique jusqu'à ce qu'il apprenne et perfectionne chaque morceau. »
En 2017, une journaliste de l'Australian Broadcasting Corporation, Monique Schafter, a demandé à Tsujii : « Comment restez-vous dans le tempo alors que vous ne pouvez pas voir le chef d'orchestre ? » Le pianiste a répondu : « En écoutant le souffle du chef d'orchestre et en sentant aussi ce qui se passe autour de moi. » Le chef d'orchestre Bramwell Tovey a commenté : « Il doit avoir une audition très aiguë, j'en suis sûr. »